# 歌心 流行歌120選
『歌心 流行歌120選』（うたごころ りゅうこうかひゃくにじっせん）は、BMG JAPAN（現・ソニー・ミュージックダイレクト）が企画・制作とデジタルダイレクト（現・イオンドットコム）発売する通販専用CDボックスである。 

## 概要
昭和の名曲を中心に、演歌のスーパースターたちが120曲を取り上げたCD集である。『歌王』『歌宴』に続いて発売された。CD6枚組ボックスと曲に関する解説書付。

## 収録曲

### CD-1：コロムビア
| 曲順 | タイトル           | アーティスト                   | 発売日         | レーベル   |
| 01   | 港町十三番地       | 美空ひばり                     | 1957年         | コロムビア |
| 02   | 東京だョおっ母さん | 島倉千代子                     | 1957年3月10日  | コロムビア |
| 03   | 人生劇場           | 村田英雄                       | 1959年         | コロムビア |
| 04   | 潮来花嫁さん       | 花村菊江                       | 1960年         | コロムビア |
| 05   | 出世街道           | 畠山みどり                     | 1962年12月20日 | コロムビア |
| 06   | おんなの宿         | 大下八郎                       | 1964年         | コロムビア |
| 07   | 柔                 | 美空ひばり                     | 1964年11月20日 | コロムビア |
| 08   | 雨の夜あなたは帰る | 島和彦                         | 1966年         | コロムビア |
| 09   | 絶唱               | 舟木一夫                       | 1966年         | コロムビア |
| 10   | 新宿ブルース       | 扇ひろ子                       | 1967年3月      | コロムビア |
| 11   | 愛のさざなみ       | 島倉千代子                     | 1968年7月1日   | コロムビア |
| 12   | 思案橋ブルース     | 中井昭，高橋勝とコロラティーノ | 1968年4月25日  | コロムビア |
| 13   | 心のこり           | 細川たかし                     | 1975年4月1日   | コロムビア |
| 14   | さだめ川           | ちあきなおみ                   | 1975年7月25日  | コロムビア |
| 15   | おんなの出船       | 松原のぶえ                     | 1979年7月1日   | コロムビア |
| 16   | 愛の水中花         | 松坂慶子                       | 1979年7月1日   | コロムビア |
| 17   | 大阪しぐれ         | 都はるみ                       | 1980年2月1日   | コロムビア |
| 18   | 浪花恋しぐれ       | 都はるみ・岡千秋               | 1983年5月21日  | コロムビア |
| 19   | 望郷じょんから     | 細川たかし                     | 1985年8月21日  | コロムビア |
| 20   | 愛燦燦             | 美空ひばり                     | 1986年5月29日  | コロムビア |

### CD-2：ビクターエンタテインメント
| 曲順 | タイトル           | アーティスト           | 発売日         | レーベル                   |
| 01   | 弁天小僧           | 三浦洸一               | 1955年         | ビクターエンタテインメント |
| 02   | 赤と黒のブルース   | 鶴田浩二               | 1955年9月      | ビクターエンタテインメント |
| 03   | 夜霧の第二国道     | フランク永井           | 1957年10月     | ビクターエンタテインメント |
| 04   | 泣かないで         | 和田弘とマヒナスターズ | 1958年8月      | ビクターエンタテインメント |
| 05   | 大阪ぐらし         | フランク永井           | 1958年8月      | ビクターエンタテインメント |
| 06   | 恍惚のブルース     | 青江三奈               | 1966年6月21日  | ビクターエンタテインメント |
| 07   | 女のためいき       | 森進一                 | 1966年6月21日  | ビクターエンタテインメント |
| 08   | 命かれても         | 森進一                 | 1967年9月10日  | ビクターエンタテインメント |
| 09   | ひとり酒場で       | 森進一                 | 1968年7月5日   | ビクターエンタテインメント |
| 10   | 池袋の夜           | 青江三奈               | 1969年7月1日   | ビクターエンタテインメント |
| 11   | 子連れ狼           | 橋幸夫と若草児童合唱団 | 1971年12月25日 | ビクターエンタテインメント |
| 12   | 円山・花町・母の町 | 三善英史               | 1973年2月5日   | ビクターエンタテインメント |
| 13   | あなたにあげる     | 西川峰子               | 1974年2月25日  | ビクターエンタテインメント |
| 14   | カナダからの手紙   | 平尾昌晃と畑中葉子     | 1978年1月10日  | ビクターエンタテインメント |
| 15   | 帰ってこいよ       | 松村和子               | 1980年4月21日  | ビクターエンタテインメント |
| 16   | 今夜は離さない     | 橋幸夫と安倍里葎子     | 1983年7月21日  | ビクターエンタテインメント |
| 17   | やっぱ好きやねん   | やしきたかじん         | 1986年9月21日  | ビクターエンタテインメント |
| 18   | 麦畑               | オヨネーズ             | 1989年8月21日  | ビクターエンタテインメント |
| 19   | 蜩（ひぐらし）     | 長山洋子               | 1999年12月16日 | ビクターエンタテインメント |
| 20   | 虞美人草           | 長保有紀               | 1999年12月16日 | ビクターエンタテインメント |

### CD-3：テイチク
| 曲順 | タイトル                 | アーティスト              | 発売日         | レーベル |
| 01   | 大利根無情（セリフ入り） | 三波春夫                  | 1959年         | テイチク |
| 02   | 月の法善寺横町           | 藤島桓夫                  | 1960年         | テイチク |
| 03   | 島育ち                   | 田端義夫                  | 1962年         | テイチク |
| 04   | あなたのブルース         | 矢吹健                    | 1968年6月5日   | テイチク |
| 05   | 熱海の夜                 | 箱崎晋一郎                | 1969年1月10日  | 東芝EMI  |
| 06   | 君は心の妻だから         | 鶴岡雅義と東京ロマンチカ  | 1969年3月5日   | テイチク |
| 07   | 怨み節                   | 梶芽衣子                  | 1971年12月1日  | テイチク |
| 08   | なみだ恋                 | 八代亜紀                  | 1973年2月25日  | テイチク |
| 09   | わたし祈ってます         | 敏いとうとハッピー&ブルー | 1974年7月25日  | テイチク |
| 10   | ブランデーグラス         | 石原裕次郎                | 1979年11月25日 | テイチク |
| 11   | そんな女のひとりごと     | 増位山太志郎              | 1977年8月25日  | テイチク |
| 12   | ふたり酒                 | 川中美幸                  | 1980年3月25日  | テイチク |
| 13   | だんな様                 | 三船和子                  | 1982年8月1日   | 東芝EMI  |
| 14   | わが人生に悔いなし       | 石原裕次郎                | 1987年4月21日  | テイチク |
| 15   | 北の旅人                 | 石原裕次郎                | 1987年8月10日  | テイチク |
| 16   | 北空港                   | 桂銀淑と浜圭介            | 1987年11月5日  | 東芝EMI  |
| 17   | 風の盆恋歌               | 石川さゆり                | 1989年6月18日  | テイチク |
| 18   | 河内おとこ節             | 中村美律子                | 1989年6月28日  | 東芝EMI  |
| 19   | 酒きずな                 | 天童よしみ                | 1993年1月21日  | テイチク |
| 20   | 二輪草                   | 川中美幸                  | 1998年1月1日   | テイチク |

### CD-4：キングレコード
| 曲順 | タイトル             | アーティスト               | 発売日        | レーベル                       |
| 01   | 赤いランプの終列車   | 春日八郎                   | 1953年        | キングレコード                 |
| 02   | 男のブルース         | 三船浩                     | 1957年        | キングレコード                 |
| 03   | 夕焼けとんび         | 三橋美智也                 | 1958年        | キングレコード                 |
| 04   | 星屑の町             | 三橋美智也                 | 1962年        | キングレコード                 |
| 05   | 下町の太陽           | 倍賞千恵子                 | 1962年        | キングレコード                 |
| 06   | 長崎の女             | 春日八郎                   | 1963年        | キングレコード                 |
| 07   | ウナ・セラ・ディ東京 | ザ・ピーナッツ             | 1964年        | キングレコード                 |
| 08   | 東京流れもの         | 竹越ひろ子                 | 1965年        | キングレコード                 |
| 09   | 愛のふれあい         | 沢ひろしとTOKYO99          | 1968年3月1日  | キングレコード                 |
| 10   | 一度だけなら         | 野村真樹                   | 1970年6月5日  | BMG JAPAN                      |
| 11   | 噂の女               | 内山田洋とクール・ファイブ | 1970年7月5日  | BMG JAPAN                      |
| 12   | 遠くはなれて子守唄   | 白川奈美                   | 1971年8月25日 | ワーナーミュージック・ジャパン |
| 13   | 女のブルース         | 藤圭子                     | 1970年2月5日  | BMG JAPAN                      |
| 14   | 恋唄                 | 内山田洋とクール・ファイブ | 1972年7月25日 | BMG JAPAN                      |
| 15   | 北へ帰ろう           | 徳久広司                   | 1975年8月25日 | ワーナーミュージック・ジャパン |
| 16   | とまり木             | 小林幸子                   | 1980年1月1日  | ワーナーミュージック・ジャパン |
| 17   | 女のきもち           | 角川博                     | 1982年        | BMG JAPAN                      |
| 18   | もしかしてPARTII     | 小林幸子と美樹克彦         | 1984年7月10日 | ワーナーミュージック・ジャパン |
| 19   | ホテル               | 島津ゆたか                 | 1985年2月     | キングレコード                 |
| 20   | 男船                 | 神野美伽                   | 1985年2月25日 | キングレコード                 |
| 21   | 白い海峡             | 大月みやこ                 | 1992年6月3日  | キングレコード                 |

### CD-5：日本クラウン
| 曲順 | タイトル                   | アーティスト           | 発売日         | レーベル                 |
| 01   | 涙の酒                     | 大木伸夫               | 1964年4月      | ユニバーサルミュージック |
| 02   | 何も云わないで             | 園まり                 | 1964年         | ユニバーサルミュージック |
| 03   | 下町育ち                   | 笹みどり               | 1965年         | 日本クラウン             |
| 04   | いっぽんどっこの唄         | 水前寺清子             | 1966年         | 日本クラウン             |
| 05   | 京都の夜                   | 愛田健二               | 1967年6月      | ユニバーサルミュージック |
| 06   | 知りすぎたのね             | ロス・インディオス     | 1968年8月20日  | ユニバーサルミュージック |
| 07   | さようならは五つのひらがな | 黒沢明とロス・プリモス | 1975年         | 日本クラウン             |
| 08   | 夜の銀狐                   | 斉条史朗               | 1969年         | 日本クラウン             |
| 09   | ついて来るかい             | 小林旭                 | 1970年12月25日 | ユニバーサルミュージック |
| 10   | さそり座の女               | 美川憲一               | 1972年12月20日 | 日本クラウン             |
| 11   | 昭和枯れすすき             | さくらと一郎           | 1974年7月1日   | 日本クラウン             |
| 12   | 昭和ブルース               | 天知茂                 | 1980年         | ユニバーサルミュージック |
| 13   | さらばハイセイコー         | 増沢末夫               | 1975年1月1日   | ユニバーサルミュージック |
| 14   | 意気地なし                 | 森雄二とサザンクロス   | 1976年         | 日本クラウン             |
| 15   | 歩                         | 北島三郎               | 1976年6月25日  | 日本クラウン             |
| 16   | 北へ                       | 小林旭                 | 1977年1月25日  | ユニバーサルミュージック |
| 17   | まわり道                   | 琴風豪規               | 1982年         | ユニバーサルミュージック |
| 18   | まつり                     | 北島三郎               | 1984年11月5日  | 日本クラウン             |
| 19   | 愛人                       | テレサ・テン           | 1985年2月21日  | ユニバーサルミュージック |
| 20   | 無言坂                     | 香西かおり             | 1993年3月17日  | ユニバーサルミュージック |

### CD-6：ソニー・ミュージックダイレクト
| 曲順 | タイトル       | アーティスト          | 発売日         | レーベル                         |
| 01   | 新宿そだち     | 大木英夫、津山洋子    | 1967年9月10日  | 徳間ジャパンコミュニケーションズ |
| 02   | もう恋なのか   | にしきのあきら        | 1970年5月1日   | Sony Records                     |
| 03   | 他人船         | 小野由紀子            | 1971年6月      | 徳間ジャパンコミュニケーションズ |
| 04   | 夜空           | 五木ひろし            | 1973年10月20日 | 徳間ジャパンコミュニケーションズ |
| 05   | おゆき         | 内藤国雄              | 1971年3月1日   | Sony Records                     |
| 06   | すきま風       | 杉良太郎              | 1976年10月1日  | Sony Records                     |
| 07   | 夢追い酒       | 渥美二郎              | 1978年2月25日  | Sony Records                     |
| 08   | おれでよければ | 田辺靖雄              | 1980年2月25日  | Sony Records                     |
| 09   | 釜山港へ帰れ   | チョー・ヨンピル      | 1982年9月1日   | ポリスター                       |
| 10   | 居酒屋         | 木の実ナナ&五木ひろし | 1982年10月25日 | 徳間ジャパンコミュニケーションズ |
| 11   | 長良川艶歌     | 五木ひろし            | 1984年9月17日  | 徳間ジャパンコミュニケーションズ |
| 12   | 想いで迷子     | チョー・ヨンピル      | 1986年9月      | ポリスター                       |
| 13   | 愛しき日々     | 堀内孝雄              | 1986年10月25日 | アップフロントワークス／zetima   |
| 14   | 戻り川         | 伍代夏子              | 1987年9月21日  | Sony Records                     |
| 15   | 暗夜航路       | キム・ヨンジャ        | 1989年10月5日  | バップ                           |
| 16   | 忍ぶ雨         | 伍代夏子              | 1990年5月21日  | Sony Records                     |
| 17   | こころ酒       | 藤あや子              | 1992年2月22日  | Sony Records                     |
| 18   | むらさき雨情   | 藤あや子              | 1993年4月01日  | Sony Records                     |
| 19   | 腕に虹だけ     | 小林旭                | 1995年2月22日  | Sony Records                     |

### 取扱商品で販売される関係

#### 関連商品
- 歌王 演歌名曲120
- 歌宴 歌謡名曲120
- 艶歌美人

#### 番組
- saQwa style
- てれとShop（テレビ東京）
- おおきにGoodチョイス!（ABCテレビ）